# Haematomis
Haematomis é um gênero de traça pertencente à família Arctiidae.